# Thương số Fermat
Trong Số học, thương số Fermat của số nguyên a ≥ 2 ứng với hệ số nguyên tố p được định nghĩa bởi công thức:
{\displaystyle q_{p}(a)={\frac {a^{p-1}-1}{p}}}
Nếu a nguyên tố cùng nhau với p thì theo Định lý nhỏ Fermat, qp(a) là số nguyên.

## Tính chất
Nếu a và b là các số nguyên thỏa mãn (a,p)=(b,p)=1 thì:
{\displaystyle q_{p}(ab)\equiv q_{p}(a)+q_{p}(b)\mod p}
{\displaystyle q_{p}(p-1)\equiv 1\mod p}
{\displaystyle q_{p}(p+1)\equiv -1\mod p}
{\displaystyle -2q_{p}(2)\equiv \sum _{k=1}^{\frac {p-1}{2}}{\frac {1}{k}}\mod p}
Nếu qp(a) = 0 mod p thì ap-1 = 1 mod p2. 
Những số nguyên tố thỏa mãn qp(2) = 0 mod p được gọi là số nguyên tố Wieferichs. 
Những nghiệm đã biết của phương trình đồng dư qp(a) = 0 mod p với những giá trị nhỏ của a là:
| a  | p                                                               | Dãy OEIS |
| -- | --------------------------------------------------------------- | -------- |
| 2  | 1093, 3511                                                      | A001220  |
| 3  | 11, 1006003                                                     | A014127  |
| 5  | 2, 20771, 40487, 53471161, 1645333507, 6692367337, 188748146801 | A123692  |
| 7  | 5, 491531                                                       | A123693  |
| 11 | 71                                                              |          |
| 13 | 2, 863, 1747591                                                 | A128667  |
| 17 | 2, 3, 46021, 48947, 478225523351                                | A128668  |
| 19 | 3, 7, 13, 43, 137, 63061489                                     | A090968  |
| 23 | 13, 2481757, 13703077, 15546404183, 2549536629329               | A090968  |
Một cặp số nguyên tố (p,r) thỏa mãn qp(r) = 0 mod p và qr(p) = 0 mod r được gọi là cặp số Wieferich.